# Maciej Janowski (architekt)
Maciej Andrzej Janowski – polski architekt, dr hab. inż., pracownik naukowy na Wydziale Architektury Politechniki Poznańskiej. Wykładowca na WAPP oraz na poznańskim Uniwersytecie Artystycznym. Autor m.in. książki Współczesna architektura domu prywatnego i jej przemiany wydanej przez Wydawnictwo Politechniki Poznańskiej w 2003 roku.